# 萊莎的鍊金工房2 ～失落傳說與秘密妖精～
《萊莎的鍊金工房2 ～失落傳說與秘密妖精～》是由光榮特庫摩旗下Gust團隊所製作的角色扮演遊戲。發行平台為任天堂Switch、PlayStation 4、PlayStation 5版本於2020年12月3日上架。Microsoft Windows版本於2021年1月26日透過Steam、DMM GAMES管道上架，本作支援中文同步發售。
任天堂於2020年7月20日的任天堂第三方廠商直面會公佈鍊金工房新作，以萊莎作為主角的第2部作品，亦是系列首次連續同一主角，並確定於2020年冬季發售。
以煉金術為題材的「鍊金工房系列」的第22款正傳作品。對上的作品為第21款正傳作品的《萊莎的鍊金工房 ～常闇女王與秘密藏身處～》是首次有連續作品為同一主角，並且為故事秘密系列的第二作。
本作為一款全新系列"萊莎"及秘密系列第二款作品，是次系列作品《萊莎的鍊金工房》以主角萊莎為系列命題中心。本作以主角萊莎為視點出發，她與好友在上一作中接觸鍊金術及經歷各種事件後，三年後與朋友們因緣再聚，各人成長各有變化再次相遇並有新的同行同伴。本作的角色設計師同樣是上一作的自由插畫家Toridamono擔任，是為本系列作品再度擔任角色設計。

## 遊戲系統
這次的地圖系統加入了冒險潛水、飛躍索道等動作。在探索眾多遺跡時，會存在阻礙前進的機關或地方。獲得新的冒險道具寶石光帶後，可以使用新的動作飛躍到難達的遺跡平台有助探索。可使用新的動作潛入水中就可以進行水中探索在水面或水中採取素材，甚至會發現新的遺跡。

## 角色

### 冒險一行角色
- 萊莎琳·斯托特（Reisalin Stout，聲：野口百合[7]）

本作的主角，其簡稱為萊莎。官方說明為平凡的少女，沒有特徵也是特徵。經歷三年前的冒險後，同伴陸續離島唯獨本人留在庫肯島，並在島上成為教師般的存在，擔任教導島上孩子們的工作。
- 菲（Fi，聲：和多田美咲[7]）

萊莎在經歷三年後的冒險途中遇見的不會說話妖精般的謎樣小生物，非常感情豐富時常會作出各種反應，對萊莎十分親近經常一起行動，即使休息也愛黏著萊莎。
- 蘭托·馬斯林克（Lent Marslink，聲：寺島拓篤[7]）

自從三年前冒險後，獨自從庫肯島出發踏上武者修行旅程。經歷三年後不知旅程之中究竟發生了什麼，失去過往隨性所好、義不容辭的歡快個性，並且表情嚴謹及舉動冷漠，甚至再次遇見萊莎時亦沒有顯露出任何過往所見的輕鬆歡容表情。
- 科洛蒂婭·巴蘭茨（Klaudia Valentz，聲：大和田仁美[7]）

商人家庭的千金小姐，經歷三年前冒險至今已在王都工作日理萬機，獨當一面負責工作。非常珍惜當年的冒險時刻令她充滿回憶，亦非常掛念一起冒險的同伴，亦盼望再有冒險的機會。
- 塔奧·蒙伽特恩（Tao Mongarten，聲：寺島惇太[7]）

與博斯兩人一起到王都留學，每天以成為獨當一面學者目標勤奮鑽研學習。已比過去三年前可以獨立行事，對比過去長高不少外觀已是不怕欺負的身型，因為在王都有許多值得一看的新事物，所以比以前在島上時更經常外出。
- 派翠夏·阿貝爾海姆（Patricia Abelheim，聲：大空直美[7]）

本人為王都的資產家女兒，其簡稱為派蒂。雖說家庭環境衣食無憂下成長，但是對此個人境遇心情很複雜。父母傭用了塔奧作為家庭教師，並成為了塔奧的學生對他十分親近。
- 賽莉·古勞斯（Serri Glaus，聲：藤井幸代[7]）

與萊莎昔日的冒險同伴莉拉同樣是歐蘭族的女性。為人性格穩重能夠對待人與事都公正無私，為了某個目的踏上了蒐集各式各樣植物種子的旅程，向從新出發冒險探索遺跡的萊莎提議同行。
- 克里佛德·迪斯威爾（Clifford Diswell，聲：竹本英史[7]）

旅行中自稱為尋寶獵人的青年。其本人多才多藝本領高超，時常刻意表演的誇張言行，實質本性卻認真誠摯待人。雖說是尋寶獵人但已涉足盜賊一行，要細究起來還是難登大雅之堂。

### 其他同伴及其他角色
- 沃爾卡·阿貝爾海姆（Volker Abelheim，聲：新垣樽助[7]）

派翠夏的父親，王都的貴族，在萊莎滯留王都期間為其提供住所。
- 博斯·布倫嫩（Bos Brunnen，聲：阿座上洋平[7]）

三年前冒險時早已解開與萊莎他們過去的心結，現時與塔奧共處時間較多，兩人一同離島並且留在王都中學習研究。為了成為家族的合格繼承人，本人正在努力奮鬥當中，但個人還是會有以前貧嘴說話惹人厭的一面。
- 潔菲娜·柏杜安（Zefine Bodwan，聲：逢田梨香子[7]）

王都學園區咖啡廳的看板娘，管理著咖啡廳的委託公告欄。
- 丹尼斯·霍蘭德（Dennis Holland，聲：八木沼凌[7]）

王都工匠區的鍛造師。
- 羅密·沃格爾（Romy Voler，聲：長久友紀[7]）

三年前曾是旅行商人，後在王都中央區經營店舖。是前作的路人NPC，本作中首次有語音及專屬劇情。
- 卡珊德拉·卡佩利（Cassandra Capelli，聲：鈴代紗弓[7]）

王都農業區的農家女，因為與萊莎同為農家女所以很談得來。
- 安佩爾·沃爾默（Empel Vollmer，聲：野島裕史[7]）

在三年前的冒險將鍊金術傳授給萊莎的人，對萊莎來說就如老師存在。與當年一樣無法抵禦甜食誘惑，依然與莉拉一同繼續著兩人的旅行，與萊莎在探索王都周邊遺跡時再次相遇。
- 莉拉·德西亞斯（Lila Decyrus，聲：照井春佳[7]）

在三年前一同冒險個性沉實冷淡非常優秀的女戰士，在當年曾是相當於蘭托師父一般的存在。擁有極高的戰鬥技巧，與萊莎相遇後，再次教導他們一行人面對冒險時實戰技巧。
- 莫里茨·布倫嫩（Moritz Brunnen，聲：竹內良太）

博斯的父親，前作登場人物之一，本作中僅在故事開篇登場，拜託萊莎幫忙調查自家擁有的一顆神秘石頭（實際上是誕生出菲的蛋）。

## 開發
遊戲主題曲為《Somewhen, Somewhere…》，由Clammbon創作並演唱。

## 評價
《遊戲機實用技術》打出26/30分。雜誌稱讚遊戲「爽快」的戰鬥系統和「充滿魅力」的鍊金系統；認爲遊戲劇本量較前作更爲豐富，但劇情演出趨於平淡。

## 外部連結
- 官方网站：日文、英文、中文